# 2015-ös görögországi népszavazás

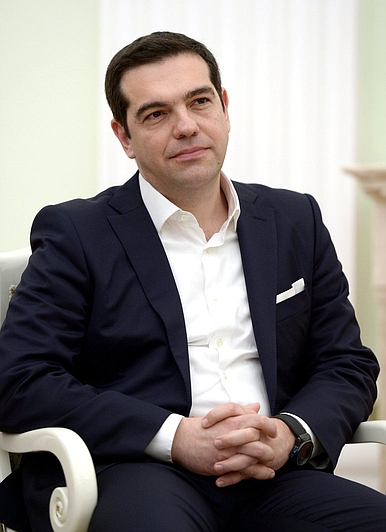
Aléxisz Cíprasz kormányfő
(2015. január 26. óta)

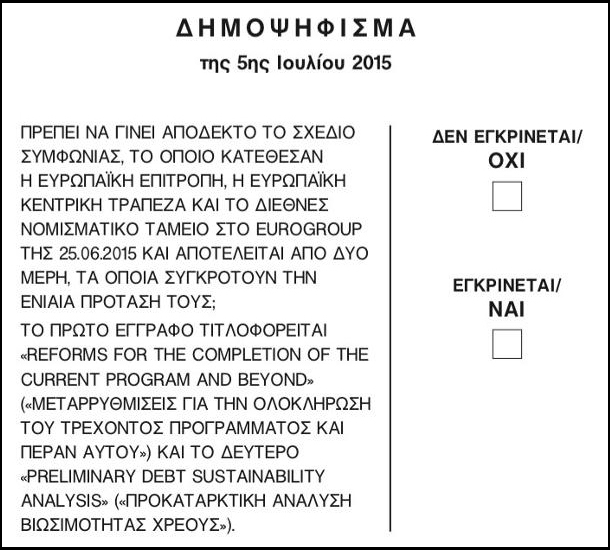
A népszavazás szavazólapja:
OXI (nem) vagy NAI (igen)

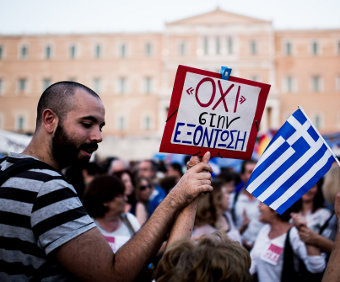
Táblás-zászlós protestálás
a parlament épülete előtt

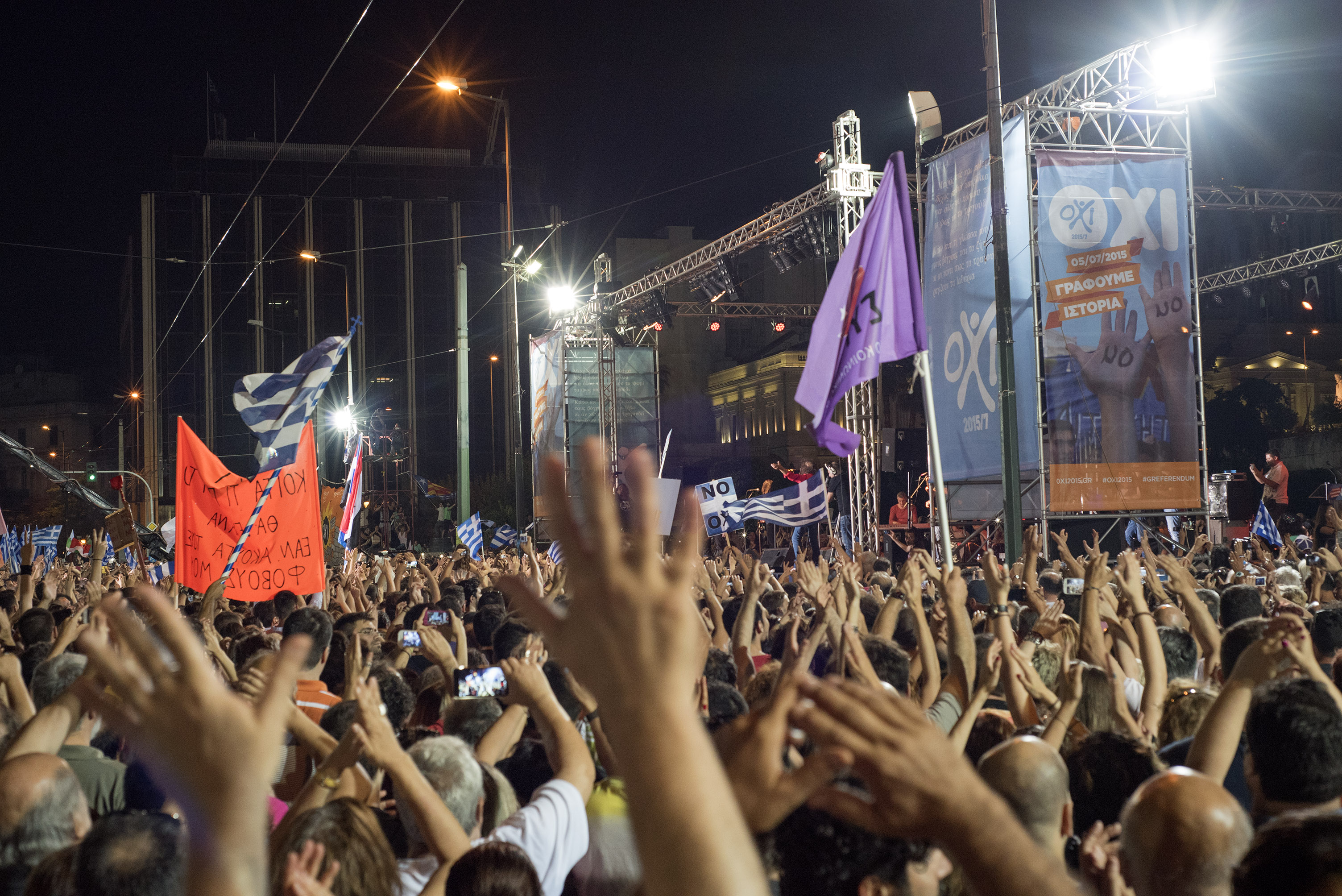
Demonstrálók július 3-án a "NEM" szavazatok győzelméért

A "nem" szavazatok aránya a görögországi népszavazáson

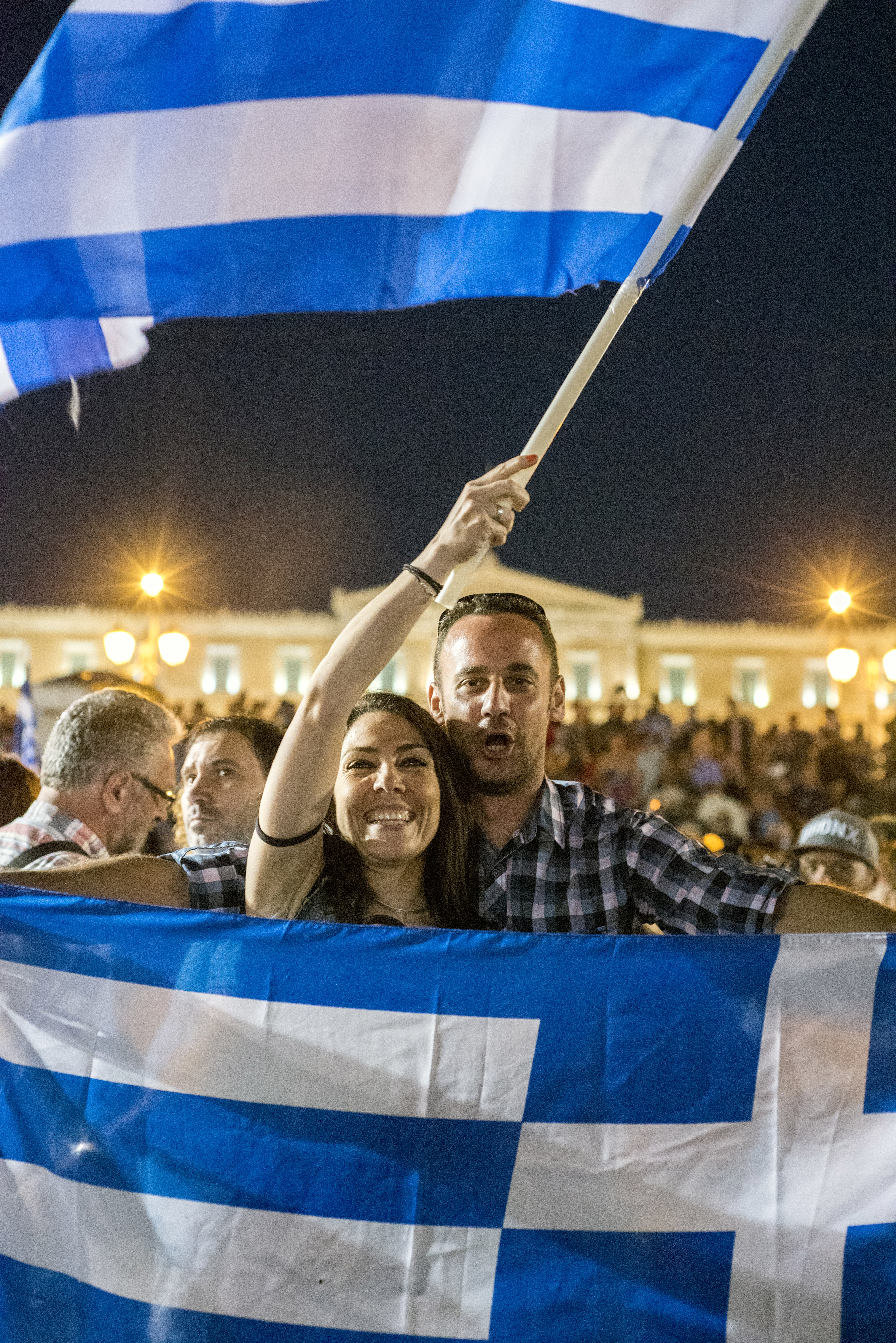
Ünneplők a parlament előtt este a népszavazás után

A 2015-ös görögországi népszavazást Aléxisz Cíprasz miniszterelnök kezdeményezésére 2015. július 5-én tartották. A lakosságnak arról kellett nyilatkoznia, hogy elfogadják vagy elutasítják az eurózóna és a Nemzetközi Valutaalap képviselői által az államcsőd elkerülésére tett javaslatokat. A kormány a javaslat elutasítását ajánlotta a választóknak.

## Előzmények
A 2015-ben megválasztott görög kormány 2015. február és június között tárgyalásokat folytatott az országot hitelező intézményekkel az államcsőd elkerüléséhez szükséges intézkedésekről. Néhány nappal a második segélyprogram lejárta előtt a görög fél váratlanul megszakította a tárgyalásokat és Aléxisz Cíprasz miniszterelnök 2015. június 26-án bejelentette, hogy népszavazást tartanak az ügyben. Ugyanazon a napon a görög parlament 178 szavazattal 120 ellenében elfogadta a népszavazás kiírását.
Ez a második népszavazás Görögországban a katonai diktatúra vége óta; 1974-ben a monarchia eltörléséről tartottak népszavazást . A pénzügyi válsággal kapcsolatban már Cíprasz elődje, Jórgosz Papandréu is népszavazást akart tartani, de a belföldi és külföldi kritikák hatására lemondott róla; 2015 májusában ismét a népszavazás mellett foglalt állást.

## Jogalap és tartalom
Görögország alkotmányának 44. cikke szerint a köztársasági elnöknek népszavazást kell kiírnia, ha azt a kormány javaslatára a parlament abszolút többséggel megszavazta. Több párt kifogásolta a népszavazás alkotmányosságát, mivel az költségvetési ügyekkel kapcsolatban nem írható ki.
A választóknak a következő kérdésekre kell válaszolniuk:
„Elfogadja-e az Európai Bizottság, az Európai Központi Bank és a Nemzetközi Valutaalap által június 25-én ajánlott két részből álló egységes megállapodást?
Az első dokumentum címe «Reforms for the completion of the Current Program and Beyond» (A folyamatban levő program befejezésére és az utána következő időszakra vonatkozó reformok), a másodiké «Preliminary Debt sustainability analysis» (A hitel fenntarthatóságának előzetes elemzése).
Az intézmények javaslatát elutasító állampolgárok szavazata: NEM FOGADOM EL / NEM.
Az intézmények javaslatát elfogadó állampolgárok szavazata: ELFOGADOM /IGEN“
A kérdések megfogalmazását többen kritizálták, mivel ezek túl bonyolultak és emiatt majdnem értelmetlenek illetve nehezen érthetőek. Szokatlan az is, hogy a kormány által előnyben részesített "nem" válaszlehetőség a szavazólapon az "igen" előtt helyezkedik el. A megfigyelők ezzel kapcsolatban rámutattak, hogy Görögországban a "nem" pozitív fogalom, sőt egy "Nem-nap"-nak nevezett ünnep is létezik a Benito Mussolinivel szembeni ellenállás emlékére.
Az Európai Bizottság 2015. június 28-án közzétette a hitelezők által javasolt megállapodás utolsó szövegét, hogy biztosítsa a népszavazáshoz az átláthatóságot. A dokumentum leírja a tíz témakörben tervezett reformintézkedéseket: középtávú költségvetési terv, az általános forgalmi adó reformja, strukturális pénzügyi intézkedések, nyugdíjreform, közigazgatás beleértve az igazságügyet és a korrupció elleni harcot, pénzügyi szektor, munkaerőpiac, árupiac és privatizáció. Ezek a reformok közvetlen összefüggésben állnak a görög államnak nyújtandó pénzügyi segítséggel

## Közvéleménykutatások
| Dátum                  | Forrás                                                             | Igen        | Nem   | Nem tudja |       |       |
| ---------------------- | ------------------------------------------------------------------ | ----------- | ----- | --------- | ----- | ----- |
| Dátum                  | Forrás                                                             | július 3–4. | PAMAK | 40,5%     | 46,0% | 13,5% |
| július 3.              | Metron Analysis                                                    | 43,0%       | 49,0% | 8,0%      |       |       |
| július 2–3.            | Metron Analysis                                                    | 46,0        | 47,0% | 7,0%      |       |       |
| július 1–3.            | GPO Archiválva 2015. július 5-i dátummal a Wayback Machine-ben     | 44,1%       | 43,7% | 12,2%     |       |       |
| július 1–3.            | Alco                                                               | 41,7%       | 41,1% | 17,2%     |       |       |
| június 30. – július 3. | Ipsos                                                              | 44,0%       | 43,0% | 13,0%     |       |       |
| július 2.              | PAMAK                                                              | 42,5%       | 43,0% | 14,5%     |       |       |
| június 30. – július 1. | Alco                                                               | 44,8%       | 43,4% | 11,8%     |       |       |
| június 30.             | Palmos Analysis                                                    | 37,0%       | 51,5% | 11,5%     |       |       |
| június 29–30.          | ProRata Archiválva 2015. július 3-i dátummal a Wayback Machine-ben | 37,0%       | 46,0% | 17,0%     |       |       |
| június 28.             | ProRata Archiválva 2015. július 3-i dátummal a Wayback Machine-ben | 30,0%       | 57,0% | 13,0%     |       |       |

## Eredmény
A 9 millió 859 ezer szavazásra jogosult görög polgár közül 6 millió 161 ezer vett részt a választásokon (62%). Érvényes szavazatot 5 millió 804 ezren (94%), érvénytelent 357 ezren adtak le (6%).
A 'nem'-re 3 millió 558 ezren szavaztak (61%), míg az 'igen'-re 2 millió 246 ezren (39%).
|                             |                             |           | jogosultak arányában | szavazók arányában | érvényes szavazatok arányában |
| --------------------------- | --------------------------- | --------- | -------------------- | ------------------ | ----------------------------- |
| Választójogosult            | Választójogosult            | 9 858 508 |                      |                    |                               |
| Szavazó                     | Szavazó                     | 6 161 140 | 62,50%               |                    |                               |
| érvényes szavazat           | érvényes szavazat           | 5 803 987 | 58,87%               | 94,20%             |                               |
| érvénytelen / üres szavazat | érvénytelen / üres szavazat | 357 153   | 3,62%                | 5,80%              |                               |
| Távolmaradó                 | Távolmaradó                 | 3 697 368 | 37,50%               |                    |                               |
|                             |                             |           |                      |                    |                               |
| ✓                           | Igen szavazat               | 2 245 537 | 22,78%               | 36,45%             | 38,69%                        |
| ✗                           | Nem szavazat                | 3 558 450 | 36,10%               | 57,76%             | 61,31%                        |

Forrás: Görög Belügyminisztérium - 2015 júliusi népszavazás (angolul) (Utolsó frissítés: 2015. július 6. 3:15)

## Fordítás
- Ez a szócikk részben vagy egészben  a   Griechisches Referendum 2015 című német Wikipédia-szócikk ezen változatának fordításán alapul.  Az eredeti cikk szerkesztőit annak laptörténete sorolja fel. Ez a jelzés csupán a megfogalmazás eredetét és a szerzői jogokat jelzi, nem szolgál a cikkben szereplő információk forrásmegjelöléseként.
- Ez a szócikk részben vagy egészben  a   Référendum grec de 2015 című francia Wikipédia-szócikk ezen változatának fordításán alapul.  Az eredeti cikk szerkesztőit annak laptörténete sorolja fel. Ez a jelzés csupán a megfogalmazás eredetét és a szerzői jogokat jelzi, nem szolgál a cikkben szereplő információk forrásmegjelöléseként.